# قائمة آثار محافظة إربد

محافظة إربد.

تتناول هذه القائمة المواقع الأثرية المسجَّلة رسمياً لدى دائرة الآثار العامة التابعة لوزارة السياحة والآثار في محافظة إربد شمال الأردن.

## القائمة
| الرقم | الاسم                | الوصف                   | الموقع        | الإحداثيات | الصورة                                |
| ----- | -------------------- | ----------------------- | ------------- | ---------- | ------------------------------------- |
| IR-01 | كابيتولياس (بيت راس) | العصر الروماني          | بلدة بيت راس  |            | العصر الروماني · Upload file          |
| IR-02 | أم قيس (جدارا)       | العصر اليوناني-الأموي   | بلدة أم قيس   |            | العصر اليوناني-الأموي · Upload file   |
| IR-03 | قويلية أبيلا (أبيلا) | العصر اليوناني-البيزنطي | بلدة قويلية   |            | صورة                                  |
| IR-04 | وادي الريان          | العصر العثماني المبكر   | وادي الريان   |            | صورة                                  |
| IR-05 | طبقة فحل (بيلا)      | العصر اليوناني-الروماني | بلدة طبقة فحل |            | العصر اليوناني-الروماني · Upload file |
| IR-06 | تل السعيدية          | العصر البرونزي-البيزنطي |               |            | صورة                                  |